# الانطباع السريري الكلي الشامل
مقاييس تصنيف الانطباع العالمي السريري ( CGI ) هي مقاييس لشدة الأعراض والاستجابة للعلاج وفعالية العلاجات في دراسات العلاج للمرضى الذين يعانون من اضطرابات عقلية .  إنه مقياس موجز مكون من 3 عناصر يمكن استخدامه في الممارسة السريرية وكذلك في الأبحاث لتتبع تغيرات الأعراض. تم تطويره من قبل فريق الباحثين في برنامج تقييم الأدوية الإكلينيكي المبكر (ECDEU) لاستخدامه في التجارب السريرية التي يقودها NIMH والتي يمكن أن توفر تقييمًا قائمًا على الحكم السريري لتحديد شدة الأعراض وتقدم العلاج. كان الهدف من ذلك هو تقييم أداء المريض قبل وبعد بدء العلاج في التجارب وهو جزء مهم من عملية الدراسة. تقيم عناصره الثلاثة، 1) شدة المرض (CGI-S) ، 2) التحسن العالمي (CGI-I) ، و 3) مؤشر الفعالية (CGI-E ، وهو مقياس لتأثير العلاج والآثار الجانبية الخاصة بالأدوية التي كانت تدار). العديد من الباحثين،  أثناء التعرف على صلاحية المقياس، اعتبره ذاتيًا لأنه يتطلب من مستخدم المقياس مقارنة الموضوعات بالمرضى النموذجيين في تجربة الطبيب.

## صحة CGI المقاييس
على الرغم من قبولها على نطاق أوسع واستخدامها المستمر في التجارب السريرية، لم يتم تحديد الخصائص النفسية لـ CGI. ومع ذلك، وجد أن المقياس صالح كمعيار خارجي أثناء تطوير مقاييس الاكتئاب والقلق. في العديد من الدراسات، تم العثور على تقييمات الأطباء من الأعراض النفسية لربط كبير مع الذاتي وتقييم جداول صالحة أخرى من شدة الأعراض. فعلى سبيل المثال، أظهر ليون وآخرون (1993) أن تقييمات الخطورة ولكن ليس من حيث التحسن كانت متوقعة بدرجة كبيرة وكبيرة من خلال تواتر نوبات الذعر والاكتئاب وتقديرات القلق التي تم وضعها على موازين تقييم صالحة بالفعل. وبالمثل، أظهرت دراسة أخرى أن مقاييس MADRS و HAM-D و CGI لها أحجام تأثير مماثلة ويمكن استخدامها بالتساوي في الدراسات لتقييم شدة الأعراض وتحسينها. على الرغم من أن العديد من الدراسات قد أثبتت صحة جداول CGI فيما يتعلق بمقاييس التصنيف القوية الأخرى الشائعة الاستخدام، إلا أن فعاليتها في التنبؤ بنتائج العلاج موضع نقاش كبير. حساسيته جيدة بما يكفي للتمييز بين المستجيبين وغير المستجيبين في التجارب السريرية للاكتئاب، ولكن خصوصيته ليست مرضية. لديها موثوقية فقيرة من التشابك من HAM-D. يمكن أن تفسر العديد من نقاط الضعف هذا النقص المحتمل في صحة CGI: لا يوجد دليل محدد لإجراء المقابلات متاحًا، وفي حين أن معظم مقاييس الأعراض الأخرى لديها خيارات استجابة واضحة ومحددة إلى حد ما، فإن تنسيق الاستجابة المستخدم في CGI لتقييم التغيير أو شدة المرض من المرجح أن يكون غامضًا (ما هو تعريف المريض «المصاب بمرض شديد»؟).

## نطاق وحدته
الانطباع العالمي السريري – مقياس شدة (CGI-S) هو مقياس من 7 نقاط يتطلب من الطبيب تقييم شدة مرض المريض في وقت التقييم، نسبة إلى تجربة الطبيب السابقة مع المرضى الذين لديهم نفس التشخيص. يسأل الأطباء: «بالنظر إلى تجربتك السريرية الإجمالية مع هذه الفئات السكانية بالذات، ما مدى مرض المريض في هذا الوقت؟» التصنيفات المحتملة هي:
1 عادي، وليس على الإطلاق المرضى
2 خط الحدود مريض عقليا
3 مريض بشكل معتدل
4 مريضة معتدلة
5 مرضى بشكل ملحوظ
6 مرضى شديد
7 بين المرضى الأكثر شدة

## تحسين نطاق
الانطباع السريري العالمي – مقياس التحسين (CGI-I) هو مقياس 7 نقاط يتطلب من الطبيب تقييم مدى تحسن أو تفاقم مرض المريض بالنسبة لحالة خط الأساس في بداية التدخل. الأطباء يسألون: «بالمقارنة مع حالة المريض في خط الأساس، حالة هذا المريض [المتوسط] لديه...؟» وقيّم على أنه
1 تحسنت كثيرا
2 تحسنت كثيرا
3 تحسين الحد الأدنى
4 لا تغيير
5 أسوأ من ذلك إلى حدّ ما
6 أسوأ بكثير
7 أسوأ بكثير

## مؤشر الفعالية
الانطباع العالمي السريري – مؤشر الفعالية هو مقياس تصنيف 4×4 الذي يقيم التأثير العلاجي للعلاج بالأدوية النفسية والآثار الجانبية المرتبطة بها.